# Josh Paul
Josh Paul, noto anche come JP o JPC (Los Angeles, 13 giugno 1977), è un bassista statunitense.
Entra nel mondo della musica nel 1984 grazie alla partecipazione, come batterista, al video di The Boys of Summer di Don Henley, all'età di 7 anni. Fa conoscenza con Henley che gli insegna i rudimenti di batteria, di musica e di vita nell'ambiente musicale. Durante l'adolescenza si converte al basso, raggiungendo un livello che gli permette di ottenere il suo primo endorsement a soli 15 anni, e nel 1994, all'età di 17 anni, entra nei Suicidal Tendencies. Col gruppo registra due album, per poi abbandonare dopo sei anni per darsi alla produzione di artisti dei più svariati generi: Everlast, The Veronicas, Kelly Osbourne, la DJ Samantha Ronson, Timbaland e altri, per poi approdare definitivamente al basso del gruppo rock Daughtry.

## Discografia

### Con Suicidal Tendencies
- Freedumb - 1997
- Six the Hard Way - 1998
- Free Your Soul and Save My Mind - 2000

### Con Infectious Grooves
- Mas Borracho - 2000

### Con Daughtry
- Daughtry - (2006)
- Leave This Town - (2009)